# Chauvency-le-Château
Chauvency-le-Château je francouzská obec v departementu Meuse v regionu Grand Est. V roce 2013 zde žilo 263 obyvatel.

## Poloha
Sousední obce jsou: Brouennes, Chauvency-Saint-Hubert, Quincy-Landzécourt, Thonne-le-Thil, Thonne-les-Près, Thonnelle a Vigneul-sous-Montmédy.

## Vývoj počtu obyvatel
Počet obyvatel